# Mycomya flavescens
Mycomya flavescens är en tvåvingeart som beskrevs av Freeman 1951. Mycomya flavescens ingår i släktet Mycomya och familjen svampmyggor. Inga underarter finns listade i Catalogue of Life.